# Годельман, Яков Моисеевич
Яков Моисеевич Годельман (род. 28 апреля 1933, Варзарешты, Бессарабия) — молдавский советский почвовед, географ, эколог. Доктор сельскохозяйственных наук (1983).

## Биография
Окончил отделение почвоведения биолого-почвенного факультета Кишинёвского университета в 1956 году. В 1956—1959 годах работал почвоведом Управления землеустройства Министерства сельского хозяйства Молдавской ССР. В 1961—1965 годах — начальник почвенного отряда Молдавского проектного института по землеустройству. В 1965—1976 годах — старший почвовед научно-исследовательского института Молдгипрозем. В 1976—1980 годах — старший научный сотрудник отдела оценок земель Молдавского научно-исследовательского института ЭОСХП. С 1980 года — старший научный сотрудник отдела экологии Молдавского НИИ виноградарства и виноделия НПО «Виерул» (директор А. Я. Гохберг). С 1991 года — в США (Западный Голливуд).
Кандидат географических наук, доктор сельскохозяйственных наук («Исследование структуры почвенного покрова как научная основа его картографирования, оценки и организации сельскохозяйственного использования», 1983). Научные труды посвящены методам почвенной картографии и агрогруппировки почв для виноградарства, комплексной ампелоэкологической классификации и картографии земель (впервые провёл такую классификацию земель для территории Молдавии), территориальной основе программирования урожаев винограда, вопросам структуры почвенного покрова, экологии виноградарства; занимался методами математической обработки материалов в сельском хозяйстве, разработал модель ампелобиогеоценоза.

## Монографии
- Агропроизводственные группировки почв Молдавской ССР для землеоценочных работ на виноградниках и в садах. Кишинёв: Издательство МСХ МССР, 1976.
- Неоднородность почвенного покрова и использование земель. М.: Наука, 1981.
- Теория, методы и практика ампелоэкологической классификации и картографии земель. — В кн.: Проблемы экологии винограда в Молдавии. Кишинёв, 1983.
- Сельскохозяйственное землеведение. Кишинёв: Штиинца, 1987.
- Экологические ресурсы виноградарства Молдавии. Кишинёв: МолдНИИНТИ, 1987.
- Новый метод оптимизации минерального питания винограда. Кишинёв: Штиинца, 1989.
- Экология молдавского виноградарства. Кишинёв: Картя молдовеняскэ, 1990.
- Системный анализ в виноградарстве. Кишинёв: Штиинца, 1990.

## Сборники под редакцией Я. М. Годельмана
- Экология и размещение винограда в Молдавии. Молдавский НИИ виноградарства и виноделия НПО «Виерул». Кишинёв: Штиинца, 1981.
- Проблемы экологии винограда в Молдавии. Молдавский НИИ виноградарства и виноделия НПО «Виерул». Кишинёв: Штиинца, 1983.
- Исследования по экологии винограда в Молдавии. Молдавский НИИ виноградарства и виноделия НПО «Виерул». Кишинёв: Штиинца, 1986.